# Версток
Версток (пол. Werstok) — село в Польщі, у гміні Дубичі Церковні Гайнівського повіту Підляського воєводства. Населення — 62 особи (2011).

## Історія
Вперше згадується 1574 року як Верхсток.
У 1975—1998 роках село належало до Білостоцького воєводства.

## Демографія
Демографічна структура станом на 31 березня 2011 року:
|          | Загалом | Допрацездатний вік | Працездатний вік | Постпрацездатний вік |
| -------- | ------- | ------------------ | ---------------- | -------------------- |
| Чоловіки | 31      | 4                  | 19               | 8                    |
| Жінки    | 31      | 8                  | 15               | 8                    |
| Разом    | 62      | 12                 | 34               | 16                   |

## Релігія
У селі діє парафіяльна церква Воздвиження Чесного Хреста. Парафія в селі існувала вже до 1760-х років, коли зводилася нова церква.